# Malzdarre (Cottbus)

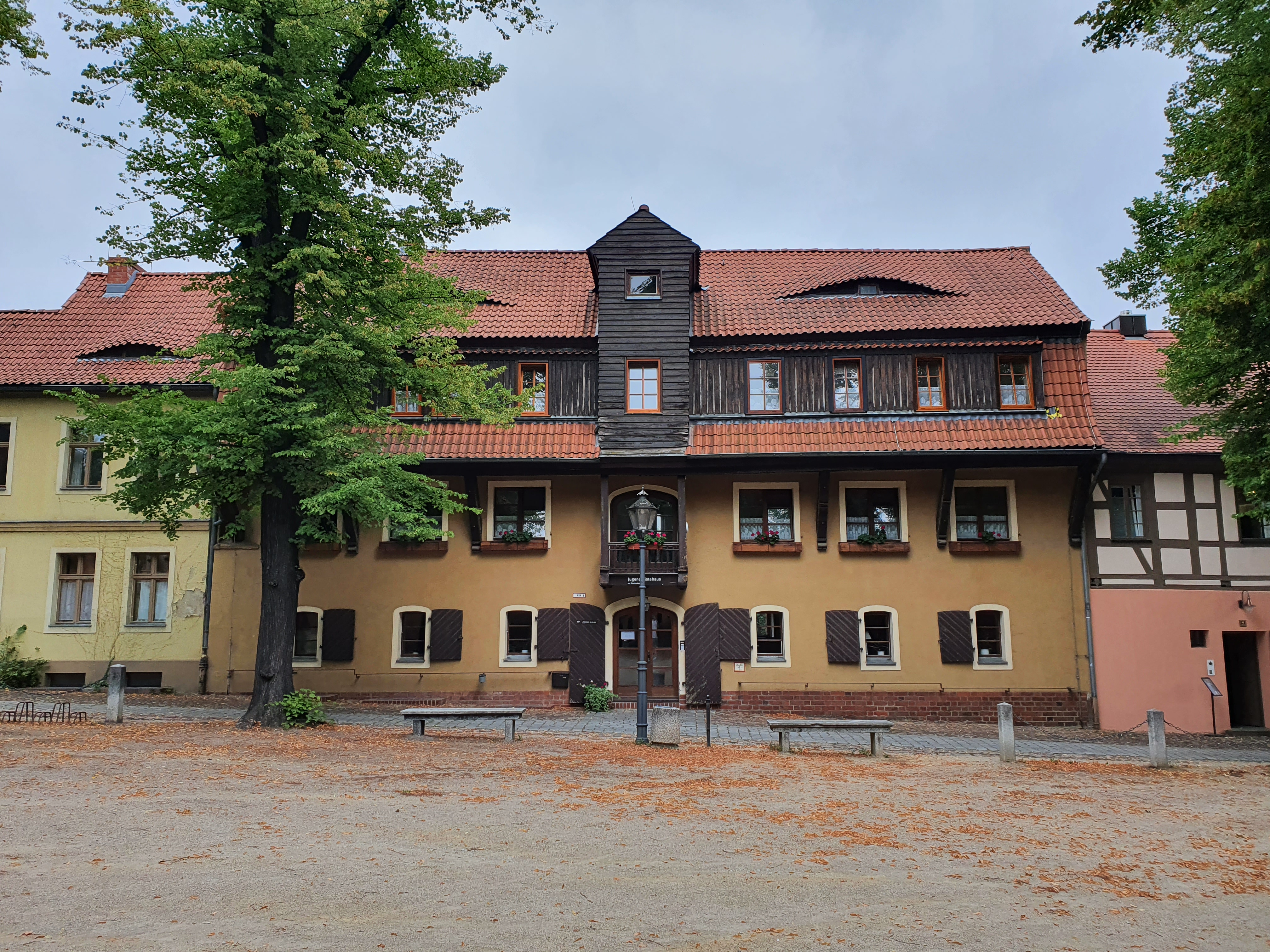
Ehemalige Malzdarre und heutiges Jugendgästehaus (2022)

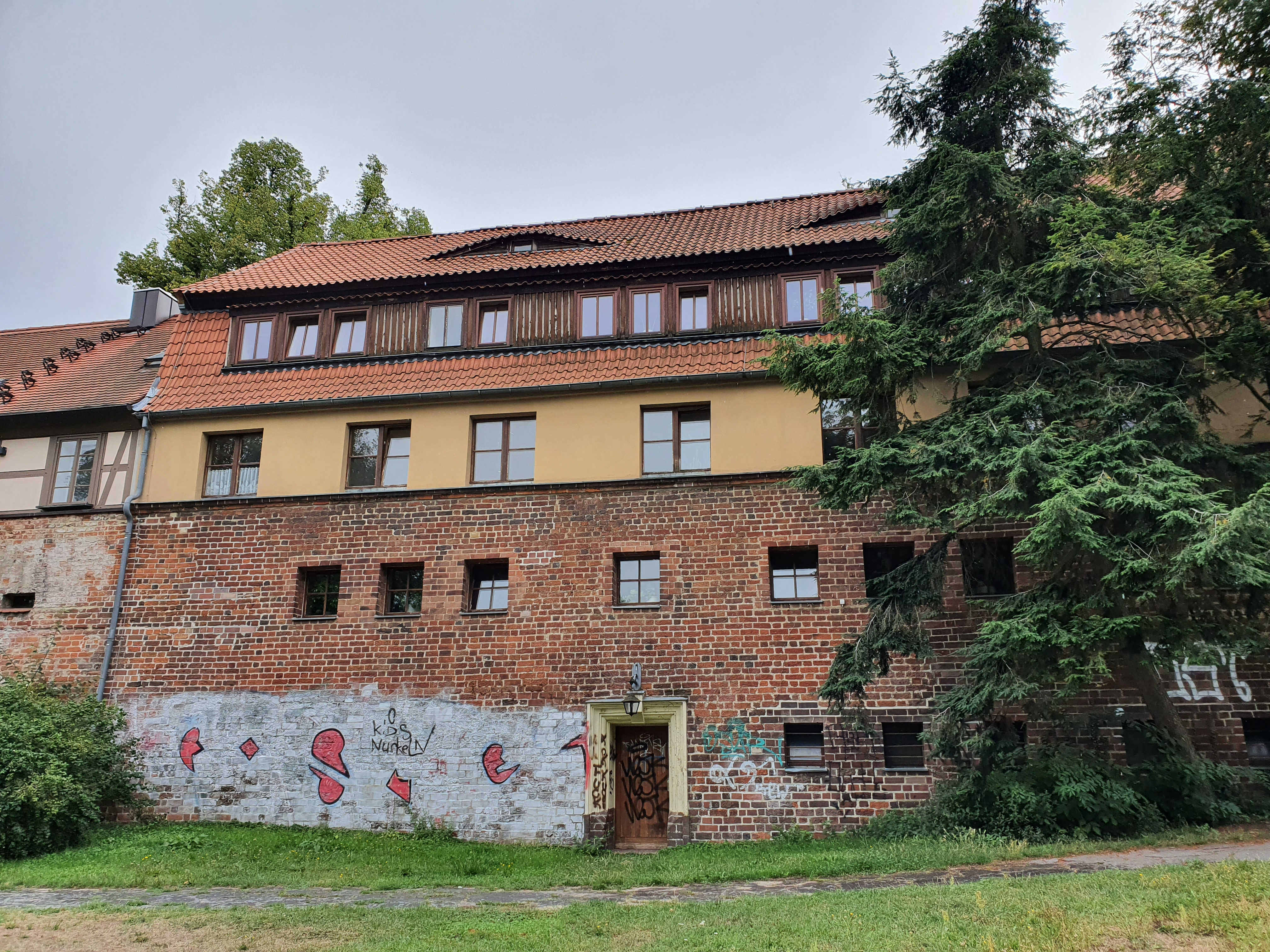
Rückseite des Gebäudes zur Puschkinpromenade (2022)

Die Malzdarre ist eine ehemalige Malztrocknerei in der Stadt Cottbus in Brandenburg. Das Gebäude befindet sich im Stadtteil Mitte gegenüber der Klosterkirche und ist ein eingetragenes Baudenkmal in der Denkmalliste des Landes Brandenburg. Die ehemalige Malzdarre wird seit 1936 mit einer Unterbrechung zwischen 1989 und 1992 als Jugendherberge genutzt.

## Geschichte
An der Stelle des heutigen Hauses wurde bereits im Jahr 1720 eine Malzdarre für die brauberechtigten Bürger der Stadt Cottbus gebaut. Diese war eine von drei Darren, die aufgrund einer zwei Jahre zuvor erlassenen Brandschutzverordnung, die das Trocknen von Malz nur noch in einer massiv eingewölbten Darre erlaubte, neu errichtet wurden. Das Gebäude wurde bis 1734 als Darre genutzt und diente danach für den Kaufmann Joachim Schmidt als Warenlager. Im Jahr 1795 wurde der Kern des heute vorhandenen Gebäudes errichtet, die Nordwand wurde in die mittelalterliche Stadtmauer integriert. Ab 1842 nutzte der Tuchfabrikant Heinrich Kittel das Gebäude. Nach 1852 wurden die Räumlichkeiten als Lager und von 1876 bis 1901 zur Trocknung von Fellen genutzt.
Im Jahr 1914 kam das Gebäude in das Eigentum der Stadt Cottbus, blieb zunächst ungenutzt und wurde dem Verfall preisgegeben. Zwischen 1934 und 1936 wurde die frühere Darre nach Planungen des Architekten Max Hanke unter Leitung des Cottbuser Stadtbaurates Hellmuth Schröder und des Denkmalpflegers Erich Blunck zu einer Jugendherberge umgebaut. Dabei wurde auch die Fassade wieder in ihren ursprünglichen Zustand versetzt. In der DDR war die Herberge nach dem Volkskammerabgeordneten Franz Striemann benannt. Der Betrieb der Jugendherberge wurde im Jahr 1989 aufgrund des schlechten baulichen Zustand des Hauses eingestellt. Zwischen 1990 und 1992 wurde das Gebäude erneut saniert und danach wieder als Herberge neu eröffnet. Der Eingangsbereich, der sich zuvor auf der Rückseite des Hauses befand, wurde dabei an den Klosterplatz verlegt.

## Architektur
Die frühere Malzdarre ist ein zweigeschossiger Mauerwerksbau mit einer Breite von sieben Achsen und einem Mansarddach. In der mittleren Achse befindet sich ein segmentbogiger Eingang und darüber ein kleiner Holzbalkon, betont wird die Mittelachse durch ein hoch aufkragendes verbrettertes Zwerchhaus, in dem sich ein Lastenaufzug befand. Das weit vorkragende Dach wird von Kopfbalken gestützt, auf dem Dach befinden sich Fledermausgauben und ein verbretterter Dachhecht mit neun Fenstern. Anstelle der Fenster befanden sich dort zu Zeiten der Nutzung als Trocknerei die Lüftungsluken. Die bauzeitlichen Fenster wurden nachträglich verändert.
Die zur Puschkinpromenade ausgerichtete Nordseite der Malzdarre ist in die Mauer der Cottbuser Stadtbefestigung integriert. Bei den Umbaumaßnahmen Mitte der 1930er Jahre wurden auf dieser Seite kleine Fenster in das Gebäude eingebrochen. In der Mitte der Nordwand liegt ein weiterer, mehrfach profilierter Eingang zum Haus. An den Schmalseiten sind die Dachgiebel in Fachwerk ausgeführt. Im Inneren befindet sich im Erdgeschoss auf der rechten Seite der Speiseraum mit einer Balkendecke, im Obergeschoss die erneuerten Gäste- und Sanitärräume. Die Türen sowie die zentrale Treppe mit Balustergeländer wurden in den 1930er Jahren eingebaut. Das Dachwerk, ein Kehlbalkendach mit Hahnenbalken, stammt zu großen Teilen noch aus der Bauzeit.